# Красна Поляна (Торбеєвський район)
Кра́сна Поля́на (рос. Красная Поляна, ерз. Красной Поляна) — присілок у складі Торбеєвського району Мордовії, Росія. Входить до складу Хілковського сільського поселення.
Населення — 18 осіб (2010; 36 у 2002).
Національний склад станом на 2002 рік:
- росіяни — 81 %